# Епархия Габороне
Епархия Габороне (лат. Dioecesis Gaboronensis) — епархия Римско-Католической церкви с центром в городе Габороне, Ботсвана. Епархия Габороне входит в митрополию Претории. Кафедральным собором епархии Габороне является церковь Христа Царя.

## История
2 апреля 1959 года Римский папа Иоанн XXIII выпустил буллу Cum Venerabiles Fratres, которой учредил апостольскую префектуру Бечуаналенда, выделив её из епархий Булавайо (сегодня — Архиепархия Булавайо), Кимберли и апостольского викариата Виндхука (сегодня — Архиепархия Виндхука). В этот же день апостольская префектура Бечуаналенда вошла в митрополию Блумфонтейна.
5 августа 1966 года Римский папа Павел VI издал буллу Ecclesiae sanctae, которой преобразовал апостольскую префектуру Бечуаналенда в епархию Габороне.
27 июня 1998 года епархия Габороне передала часть своей территории для возведения нового апостольского викариата Франсистауна.
5 июня 2007 года епархия Габроне вошла в митрополию Претории.

## Ординарии епархии
- епископ Urban Charles Joseph Murphy (24.04.1959 — 28.02.1981);
- епископ Boniface Tshosa Setlalekgosi (30.11.1981 — 5.02.2009);
- епископ Valentine Tsamma Seane (5.02.2009 — по настоящее время).

## Источник
- Annuario Pontificio, Libreria Editrice Vaticana, Città del Vaticano, 2003, ISBN 88-209-7422-3
- Булла Cum Venerabiles Fratres  (лат.)
- Булла Ecclesiae sanctae  (лат.)